# Liste der Mitglieder des Landtages (Freistaat Mecklenburg-Strelitz) (1. Wahlperiode)
Diese Liste gibt einen Überblick über alle Mitglieder des Landtags des Freistaates Mecklenburg-Strelitz in der 1. Wahlperiode (1919 bis 1920).

## B
- Wilhelm Bargstädt (SPD)
- Karl Bartosch (SPD)
- Otto Bohl (WV)
- David Botzenhardt (SPD)
- Karl Brachmann (WV)
- August Brentführer (SPD)

## F
- Max Frick (WV)

## G
- August Götting (SPD)
- Franz Gundlach (Dem.)

## H
- Ludwig Halling (Dem.)
- Ferdinand Herbst (SPD)
- Wilhelm Holm (SPD)
- Roderich Hustaedt (Dem.)

## J
- Karl Jessen (SPD)

## K
- Max Köller (WV)
- Hans Krüger (Neustrelitz) (SPD)
- Rudolf Krüger (Friedland) (SPD)

## L
- Hans Leuß (SPD)

## N
- Johannes Neumann (DDP)

## P
- Gotthold Pannwitz (WV)
- Richard Peters (SPD)

## R
- Heinrich Renzow (WV)
- Karl Rhode (SPD)
- Lina Rieck (SPD)
- Ernst Rosenberg (SPD)
- Gustav Rühberg (Dem.)

## S
- Wilhelm Sauerwein (Dem.)
- Heinrich Schleiß (SPD)
- Wilhelm Schmidt (Herrnburg) (SPD)
- Karl Schmidt (WV)
- Hermann Schmidt (Userin) (Dem.)
- Wilhelm Schröder (SPD)
- Adolf Schulze (SPD)
- Karl Schwabe (WV)
- Elise Siemß (SPD)
- Franz Stechow (SPD)

## T
- Gustav Tensfeldt (SPD)
- Wilhelm Törper (SPD)

## W
- Friedrich Weber (WV)
- Georg Weise (Dem.)